# Jean-Baptiste Gros (rugby à XV)
Pour les articles homonymes, voir Jean-Baptiste Gros et Gros.

a Compétitions nationales et continentales officielles uniquement.

b Matchs officiels uniquement.
Dernière mise à jour le 15 mars 2025.
Jean-Baptiste Gros, né le 29 mai 1999 à Arles (Bouches-du-Rhône), est un joueur international français de rugby à XV qui joue au poste de pilier gauche au RC Toulon, son club formateur.
Avec l'équipe de France, il remporte le Tournoi des Six Nations 2022,en réalisant le Grand Chelem, puis en 2025. En 2023, il remporte la Challenge Cup avec le RC Toulon.

## Biographie

### Jeunesse et formation
Natif d'Arles, Jean-Baptiste Gros grandit à Tarascon, où il découvre à l'âge de 10 ans le rugby au club Val-de-Provence (Entente Tarascon-Graveson). Il rejoint le club de RC Châteaurenard à 15 ans pour une saison,. Il intègre ensuite le pôle espoirs de Hyères, alors qu'il joue avec le Provence Rugby.
Avec la sélection française des moins de 18 ans, Gros remporte le championnat d'Europe 2017, au terme d'une finale disputée contre la Géorgie au stade de Penvillers de Quimper,.
De 2018 à 2019, il joue avec l'équipe de France des moins de 20 ans, avec qui , il remporte le Tournoi des Six nations des moins de 20 ans, puis le championnat du monde junior en 2018. En 2019, il remporte le championnat du monde junior pour la seconde fois consécutive, en battant l'Australie en finale.
En 2019, il remporte le Championnat de France espoirs avec le RC Toulon en s'imposant 26 à 14 en finale face aux espoirs du Stade rochelais.

### Débuts professionnels (2017-2019)
Jean-Baptiste Gros fait ses débuts professionnels en Top 14 à seulement 18 ans le 23 décembre 2017, à l'occasion de la 13e journée de championnat de la saison 2017-2018, face à Oyonnax. Il entre en jeu à la 55e minute à la place de Laurent Delboulbès. Il s'agit de son seul match de la saison.
La saison suivante, en 2018-2019, il parvient à gagner du temps de jeu malgré la forte concurrence à son poste de pilier gauche, venant notamment de Florian Fresia, Xavier Chiocci ou Bruce Devaux. Il joue 19 matchs toutes compétitions confondues dont onze en tant que titulaire.

### Affirmation à Toulon et débuts avec les Bleus (depuis 2019)

#### Finaliste du Challenge européen et débuts internationaux en 2020
La saison passée Jean-Baptiste Gros s'est imposé à gauche de la mêlée toulonnaise et devient désormais le pilier gauche numéro un du RCT devant Fresia et Devaux pour la saison 2019-2020. Début janvier 2020, il est appelé pour la première fois dans le groupe de l'équipe de France pour préparer le Tournoi des Six Nations 2020 à la suite de la prise de fonction du nouveau sélectionneur Fabien Galthié, entraîneur qui l'a fait débuté en équipe professionnelle du RC Toulon en décembre 2017. Il honore sa première sélection le 22 octobre 2020 lors de la troisième journée du tournoi contre le pays de Galles au Principality Stadium de Cardiff, quand il entre en jeu à la place de Cyril Baille, blessé,. Il joue également le match suivant contre l'Écosse après avoir remplacé Jefferson Poirot en seconde période. Il joue au total trois matchs dans cette compétition où la France termine à la deuxième place.
Ensuite, il participe à la qualification du RCT en finale du Challenge européen, après avoir éliminé les Scarlets en quarts de finale, puis Leicester en demi-finale. En finale contre Bristol, Jean-Baptiste Gros est titulaire en première ligne aux côtés d'Anthony Étrillard et Beka Gigashvili, et joue 55 minutes avant que Fresia le remplace. Cependant, les Toulonnais s'inclinent 32 à 19.
Pour la saison 2020-2021, Gros doit confirmer son statut de titulaire et sa très bonne saison passée. En novembre il joue un match de Coupe d'automne des nations contre l'Écosse, sa première titularisation en bleu. Deux mois plus tard, il est appelé pour participer au Tournoi des Six Nations 2021, durant lequel il joue quatre des cinq matchs des Français. La France termine à la deuxième place du tournoi derrière le Pays de Galles, vainqueur.
Avec le RC Toulon, il termine à la huitième place du classement général et ne se qualifie donc pas en phases finales. Il a joué au total quinze matchs toutes compétitions confondues sans marquer d'essais. À la fin de cette saison, il prolonge son contrat avec le RCT de quatre saisons, soit jusqu'en 2025. Il est ensuite sélectionné pour participer à la tournée estivale en Australie, durant laquelle les Français doivent affronter les Australiens à trois reprises. Durant cette tournée, il joue deux des trois matchs de son pays face à l'Australie, en étant titulaire,.

#### Grand Chelem avec les Bleus et finaliste du Challenge européen en 2022
Jean Baptiste Gros est le titulaire indiscutable au poste de pilier gauche à Toulon pour la saison 2021-2022. Cette saison, il joue quatorze matchs de Top 14 et inscrit le premier essai de sa carrière lors de la 21e journée de championnat, contre l'ASM Clermont. Le RCT termine à la huitième place du Top 14 ne se qualifiant donc pas pour les phases finales. Cependant, en Challenge européen, le club se qualifie pour les phases finales. Tout d'abord le RCT élimine les Italiens de Trévise, puis les London Irish en quarts de finale, et enfin les Saracens en demi-finale. En finale contre le LOU, il est titulaire en première ligne accompagné par Christopher Tolofua et Beka Gigashvili. Il joue 54 minutes avant d'être remplacé par Bruce Devaux. Les Toulonnais sont battus sur le score de 30 à 12.
Avec les Bleus, Jean-Baptiste Gros est dans un premier temps sélectionné pour la tournée d'automne 2021. Il entre en jeu à la place de Cyril Baille durant les trois matchs de la tournée contre l'Argentine, la Géorgie et la Nouvelle-Zélande que la France remporte. Quelques mois plus tard il est appelé pour participer au Tournoi des Six Nations 2022. Il joue tous les matchs du tournoi en entrant en jeu à la place de Baille à chaque fois. Les Français remportent tous les matchs de la compétition, réalisant ainsi le Grand Chelem, le dixième de l'histoire du rugby tricolore, le premier depuis douze ans. Il s'agit du premier titre remporté en sélection nationale par Jean-Baptiste Gros.

#### Vainqueur de la Challenge Cup puis Coupe du monde en 2023
En début de saison 2022-2023, au mois d'octobre, il se fracture le radius droit lors de la huitième journée de Top 14, après un plaquage sur Josaia Raisuqe. Il est alors contraint de déclarer forfait pour les tests internationaux de novembre qu'il devait jouer avec le XV de France. Il devait même récupérer la place de titulaire au poste de pilier gauche laissée vacante par Cyril Baille, opéré des adducteurs en août et donc inapte pour cette tournée,. Il manque également le début du Tournoi des Six Nations 2023. Il fait son retour sur les terrains en mai 2023, lors d'un match de championnat face au Stade rochelais. Deux semaines plus tard, il est retenu dans le groupe toulonnais pour la finale de la Challenge Cup face aux Glasgow Warriors. Il débute cette rencontre sur le banc des remplaçants, avant d'entrer en jeu en seconde période à la place de Dany Priso et son équipe l'emporte sur le score de 43 à 19. Il remporte ainsi le premier titre professionnel de sa carrière en club, après avoir perdu la finale de cette même compétition à deux reprises.
À l'issue de cette saison, il est appelé dans une liste de 23 joueurs pour participer à un stage avec les Bleus. Cette liste est marquée par l'absence des joueurs étant demi-finalistes du championnat. Quelques semaines plus tard, il est sélectionné dans une liste de 42 joueurs pour préparer la Coupe du monde 2023. Il est titulaire lors du premier match de préparation au mondial face à l'Écosse, dans un XV de départ marqué par l'absence des titulaires habituels. Les Bleus sont battus 25-21,. Il est ensuite sélectionné dans le groupe final de 33 joueurs pour participer à la compétition.
Durant la saison 2023-2024, Jean-Baptiste Gros doit subir une intervention chirurgicale au niveau des cervicales, le rendant indisponible plusieurs mois. Cette absence lui fait notamment manquer le Tournoi des Six Nations 2024. Blessé depuis le mois de décembre, il fait son retour sur les terrains fin mars et peut ainsi jouer la fin de championnat, qui voit son équipe être battue en barrages par le Stade rochelais. Puis, après cette saison, il est sélectionné en équipe de France dans une liste de trente-deux joueurs pour préparer la tournée d'été en Argentine. Cette liste est marquée par l'absence des cadres habituels et la présence de nombreux joueurs sans sélections. Il est ensuite retenu dans la liste définitive la semaine d'après.

## Statistiques

### En club
| Saison    | Club      | Championnat | Championnat | Championnat | Compétitions de l'EPCR | Compétitions de l'EPCR | Compétitions de l'EPCR |
| Saison    | Club      | Compétition | M           | Ess.        | Compétition            | M                      | Ess.                   |
| --------- | --------- | ----------- | ----------- | ----------- | ---------------------- | ---------------------- | ---------------------- |
| 2017-2018 | RC Toulon | Top 14      | 1           | -           | Coupe d'Europe         | -                      | -                      |
| 2018-2019 | RC Toulon | Top 14      | 15          | -           | Coupe d'Europe         | 4                      | -                      |
| 2019-2020 | RC Toulon | Top 14      | 10          | -           | Challenge européen     | 7                      | -                      |
| 2020-2021 | RC Toulon | Top 14      | 14          | -           | Coupe d'Europe         | 1                      | -                      |
| 2021-2022 | RC Toulon | Top 14      | 14          | 1           | Challenge européen     | 6                      | -                      |
| 2022-2023 | RC Toulon | Top 14      | 7           | -           | Challenge Cup          | 1                      | -                      |
| Total     | Total     | Top 14      | 61          | 1           | Compétitions EPCR      | 19                     | 0                      |

### Internationales

#### Équipe de France des moins de 20 ans
Jean-Baptiste Gros dispute quatorze matchs avec l'équipe de France des moins de 20 ans en deux saisons, prenant part à deux éditions du Tournoi des Six Nations en 2018 et 2019, et à deux éditions du championnat du monde junior en 2018 et 2019. Il inscrit trois essais, soit quinze points.

#### XV de France
Au 15 mars 2025, Jean-Baptiste Gros compte 37 sélections en équipe de France, dont 18 en tant que titulaire, il a marqué un essai, depuis sa première cape face aux Pays de Galles, le 22 février 2020. Il a pris part à quatre éditions du Tournoi des Six Nations, en 2020, 2021, 2022 et  2025. Il dispute également une édition de la Coupe du monde en 2023.
| Année | Compétition                 | Matchs | Points |
| ----- | --------------------------- | ------ | ------ |
| 2020  | Six Nations                 | 3      | -      |
| 2020  | Test matchs                 | 1      | -      |
| 2020  | Coupe d'automne des nations | 1      | -      |
| 2021  | Six Nations                 | 4      | -      |
| 2021  | Test matchs                 | 5      | -      |
| 2022  | Six Nations                 | 5      | -      |
| 2022  | Test matchs                 | 2      | -      |
| 2023  | Test matchs                 | 4      | -      |
| 2023  | Coupe du monde              | 2      | -      |
| 2024  | Test matchs                 | 5      | 5      |
| 2025  | Six Nations                 | 5      | -      |
| Total | Total                       | 37     | 5      |

## Palmarès

### En club
- RC Toulon
  - Vainqueur du Championnat de France junior en 2017[50]
  - Vainqueur du Championnat de France espoirs en 2019
  - Finaliste du Challenge européen en 2020 et 2022
  - Vainqueur de la Challenge Cup en 2023

### En équipe nationale
- France -20
  - Vainqueur du Tournoi des Six Nations des moins de 20 ans en 2018
  - Vainqueur de la Coupe du monde des moins de 20 ans en 2018 et 2019

- France
  - Vainqueur du Tournoi des Six Nations en 2022 (Grand Chelem) et 2025

#### Tournoi des Six Nations
| Édition          | Rang | Résultats France | Résultats Gros | Matchs Gros |
| ---------------- | ---- | ---------------- | -------------- | ----------- |
| Six Nations 2020 | 2    | 4 v, 0 n, 1 d    | 2 v, 0 n, 1 d  | 3/5         |
| Six Nations 2021 | 2    | 3 v, 0 n, 2 d    | 2 v, 0 n, 2 d  | 4/5         |
| Six Nations 2022 | 1    | 5 v, 0 n, 0 d    | 5 v, 0 n, 0 d  | 5/5         |
| Six Nations 2025 | 1    | 4 v, 0 n, 1 d    | 4 v, 0 n, 1 d  | 5/5         |

Légende : v = victoire ; n = match nul ; d = défaite ; la ligne est en gras quand il y a Grand Chelem.

#### Coupe du monde
| Édition     | Rang                | Résultats France | Résultats Gros | Matchs Gros |
| ----------- | ------------------- | ---------------- | -------------- | ----------- |
| France 2023 | Quarts-de-finaliste | 4 v, 0 n, 1 d    | 2 v, 0 n, 0 d  | 2/5         |